# 阿格利河
阿格利河（法語：Agly，法語發音：[aɡli] ⓘ）是法國的河流，位於該國西南部，河道全長79.9公里，流域面積1055平方公里，平均流量每秒6.5立方米，發源自比加拉什附近，于勒巴尔卡雷斯和托雷耶之间注入地中海。

## 外部連結
- http://www.geoportail.fr （页面存档备份，存于）
- The Agly at the Sandre database （页面存档备份，存于）